# 27963 Hartkopf
27963 Hartkopf è un asteroide della fascia principale. Scoperto nel 1997, presenta un'orbita caratterizzata da un semiasse maggiore pari a 2,8681306 UA e da un'eccentricità di 0,0655836, inclinata di 1,21710° rispetto all'eclittica.